# Empis sevanensis
Empis sevanensis är en tvåvingeart som beskrevs av Igor Shamshev 2001. Empis sevanensis ingår i släktet Empis och familjen dansflugor.
Artens utbredningsområde är Armenien. Inga underarter finns listade i Catalogue of Life.